# Rebeuvelier

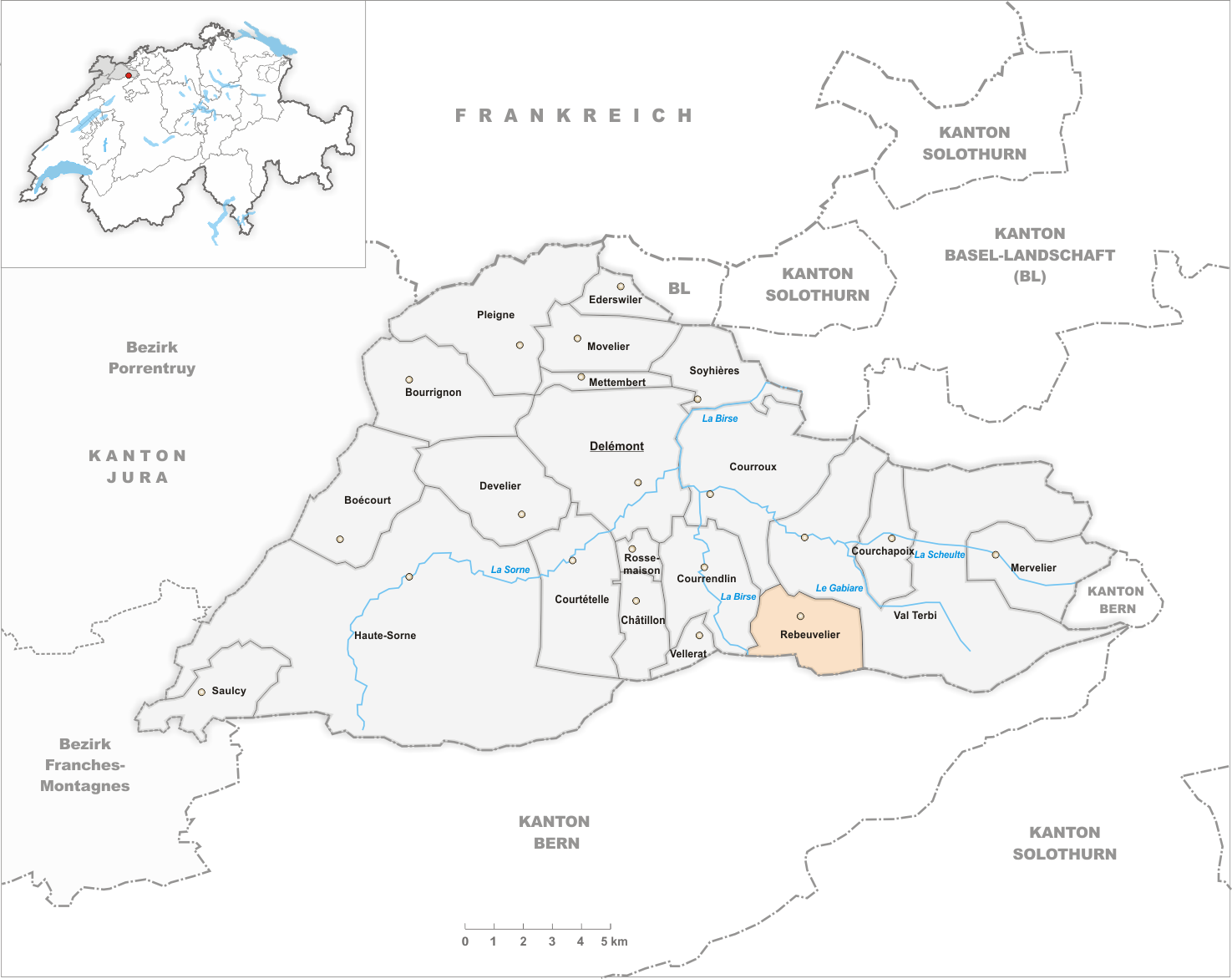
Gemeindestand vor der Fusion am 1. Januar 2019

Rebeuvelier war bis am 31. Dezember 2018 eine politische Gemeinde im Distrikt Delémont des Kantons Jura in der Schweiz. Der frühere deutsche Name Rippertswiler wird heute nicht mehr verwendet. Nicht zu verwechseln mit der bernischen Gemeinde Rebévelier.
Auf den 1. Januar 2019 fusionierte Rebeuvelier mit Courrendlin und Vellerat zur Gemeinde Courrendlin.

## Geographie
Das Bauerndorf Rebeuvelier liegt auf 664 m ü. M., sieben Kilometer südöstlich des Kantonshauptorts Delémont (Luftlinie) auf einem weiten Sattel nördlich des Mont Raimeux, der den südlichen Abschluss des Delsberger Beckens, einer breiten Senke im Faltenjura, bildet.
Die Fläche des 8,4 km² grossen Gemeindegebiets umfasst die Geländemulde von Rebeuvelier. Diese wird im Westen vom Montchemin (bis 860 m ü. M.), im Norden von Rosé (800 m ü. M.) und Moton (797 m ü. M.) flankiert. Dazwischen gibt es zwei Täler, welche das Gemeindegebiet nach Norden entwässern. Im Süden reicht das Gebiet von Rebeuvelier den steilen Hang der Jurafalte des Mont Raimeux hinauf und erreicht auf dessen Gipfel (1302 m ü. M.) den höchsten Punkt sowohl der Gemeinde als auch des Kantons Jura. Ganz im Südwesten erstreckt sich Rebeuvelier bis zum Kalkfelsen Roche Saint-Jean im Gebiet der von der Birs geschaffenen Schluchten von Moutier. Von der Gemeindefläche entfielen 1997 3 % auf Siedlungen, 50 % auf Wald und Gehölze und 47 % auf Landwirtschaft.
Zu Rebeuvelier gehören mehrere Einzelhöfe. Nachbargemeinden von Rebeuvelier sind Courrendlin, Courroux, Vicques und Vermes im Kanton Jura sowie Grandval und Roches im Kanton Bern.

## Bevölkerung
Mit 384 Einwohnern (Stand 31. Dezember 2018) gehört Rebeuvelier zu den kleineren Gemeinden des Kantons Jura. Von den Bewohnern sind 93,6 % französischsprachig, 5,1 % deutschsprachig und 0,6 % italienischsprachig (Stand 2000). Die Bevölkerungszahl von Rebeuvelier belief sich 1850 auf 332 Einwohner, 1900 auf 392 Einwohner. Danach nahm die Einwohnerzahl bis 1980 durch starke Abwanderung um rund 45 % auf 220 Personen ab. Seither wurden wieder deutliche Zuwachsraten verzeichnet.

## Wirtschaft
Die Gemeinde ist noch vorwiegend landwirtschaftlich geprägt. In den letzten Jahrzehnten hat sich am nördlichen Dorfrand ein neues Wohnquartier gebildet. Es gibt nur wenige Arbeitsplätze ausserhalb des landwirtschaftlichen Sektors im Dorf. Viele Erwerbstätige (ungefähr 60 %) sind deshalb Wegpendler und arbeiten vor allem in der Region Delémont.

## Verkehr
Rebeuvelier liegt abseits von grösseren Durchgangsstrassen; es ist durch eine Stichstrasse an die Hauptstrasse von Delémont nach Moutier erschlossen. Das Dorf ist durch eine Buslinie, die von Delémont via Courrendlin nach Rebeuvelier verkehrt, an den öffentlichen Verkehr angebunden.

## Geschichte
Erste Erwähnung findet der Ort 1148 als Ripoltswilre, später erscheint auch der französische Name Rebvouilier. Diese Bezeichnungen lassen sich vom germanischen Personennamen Ripold ableiten. Als eines der 13 freien Dörfer der Herrschaft Delsberg kam Rebeuvelier 1271 zum Fürstbistum Basel. Die Pfarrei Rebeuvelier geriet im 17. Jahrhundert in Abhängigkeit von Vermes, wurde aber 1772 wieder selbständig. Von 1793 bis 1815 gehörte das Dorf zu Frankreich und war anfangs Teil des Département du Mont-Terrible, ab 1800 mit dem Département Haut-Rhin verbunden. Durch den Entscheid des Wiener Kongresses kam Rebeuvelier 1815 an den Kanton Bern und am 1. Januar 1979 an den neu gegründeten Kanton Jura.

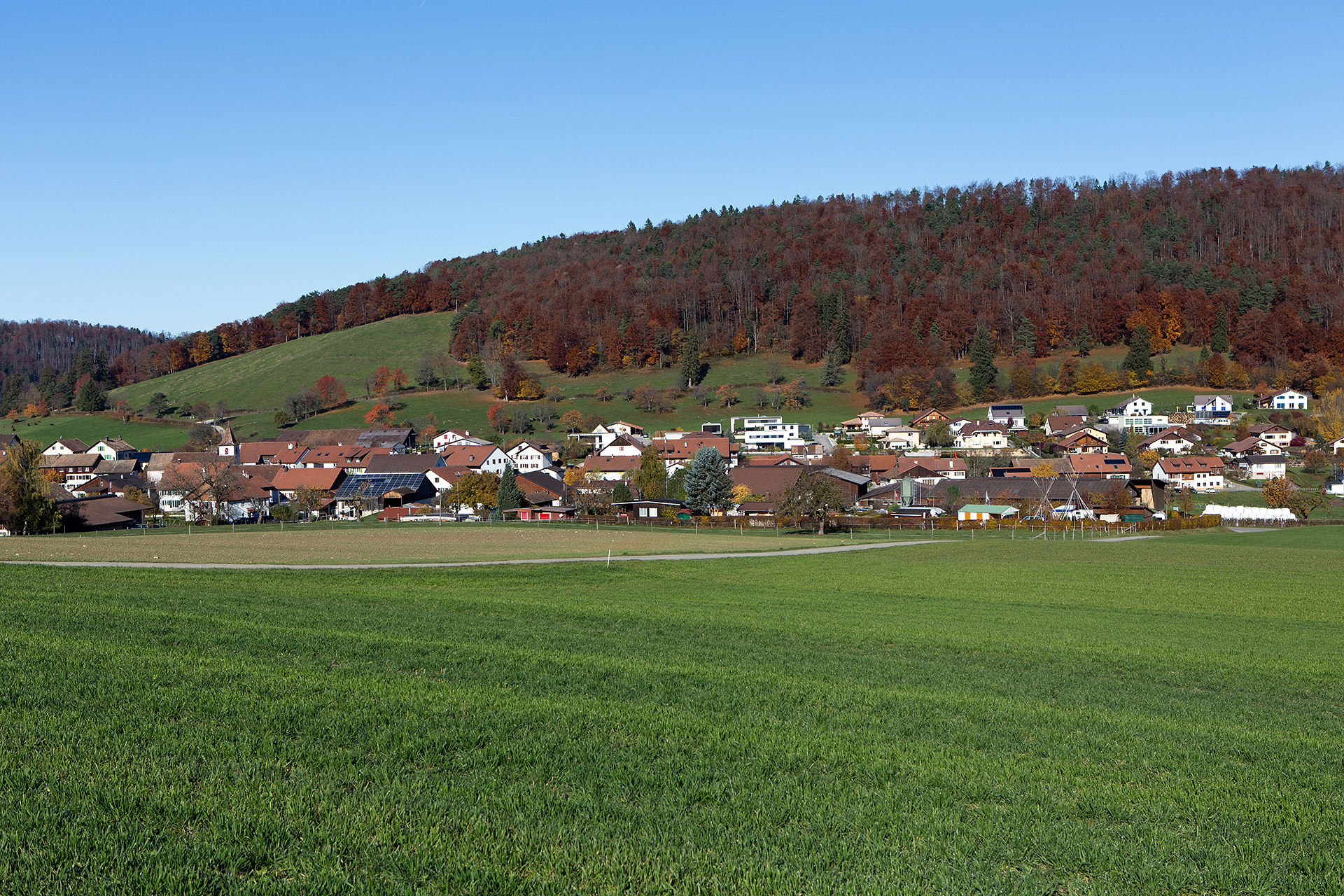
Rebeuvelier
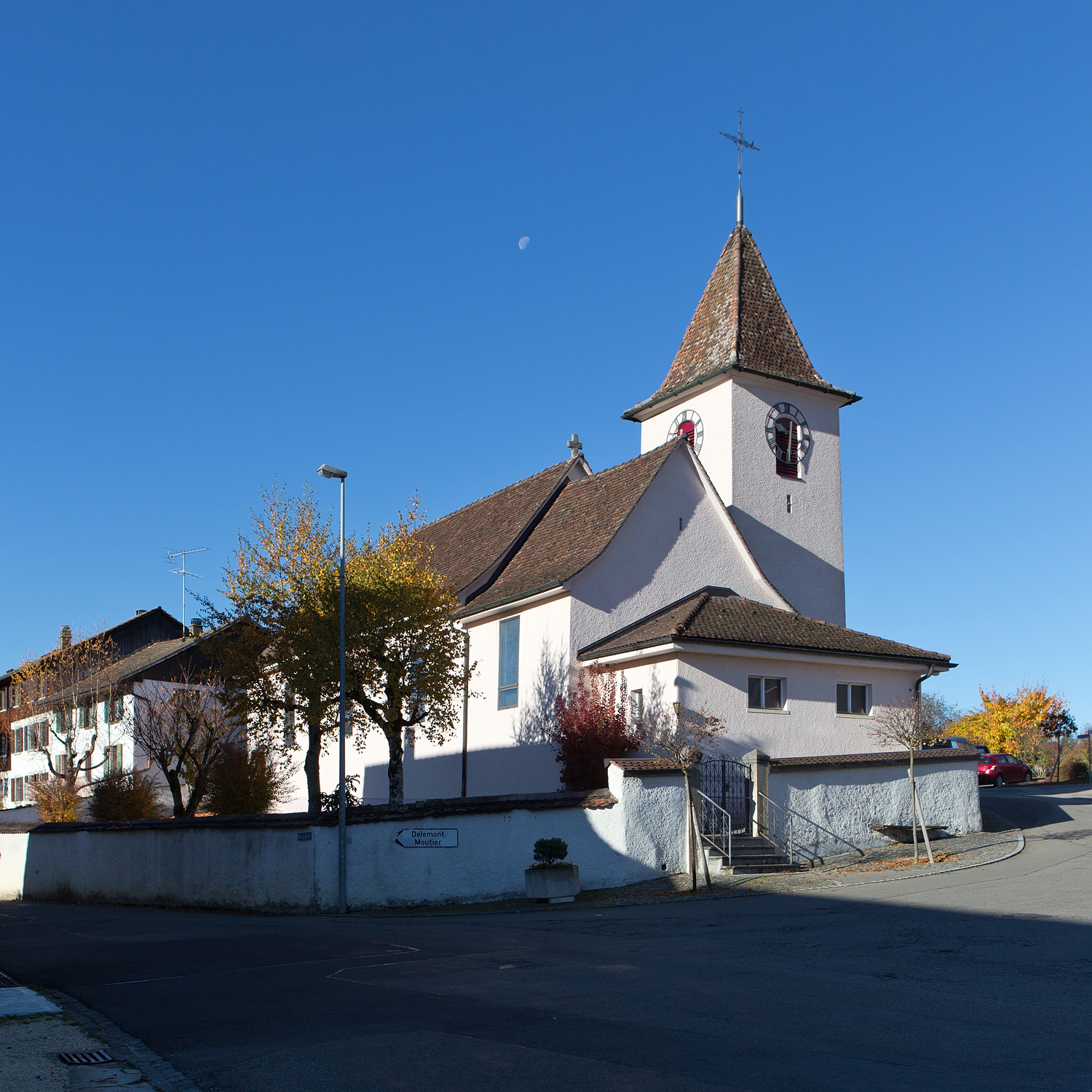
Kirche
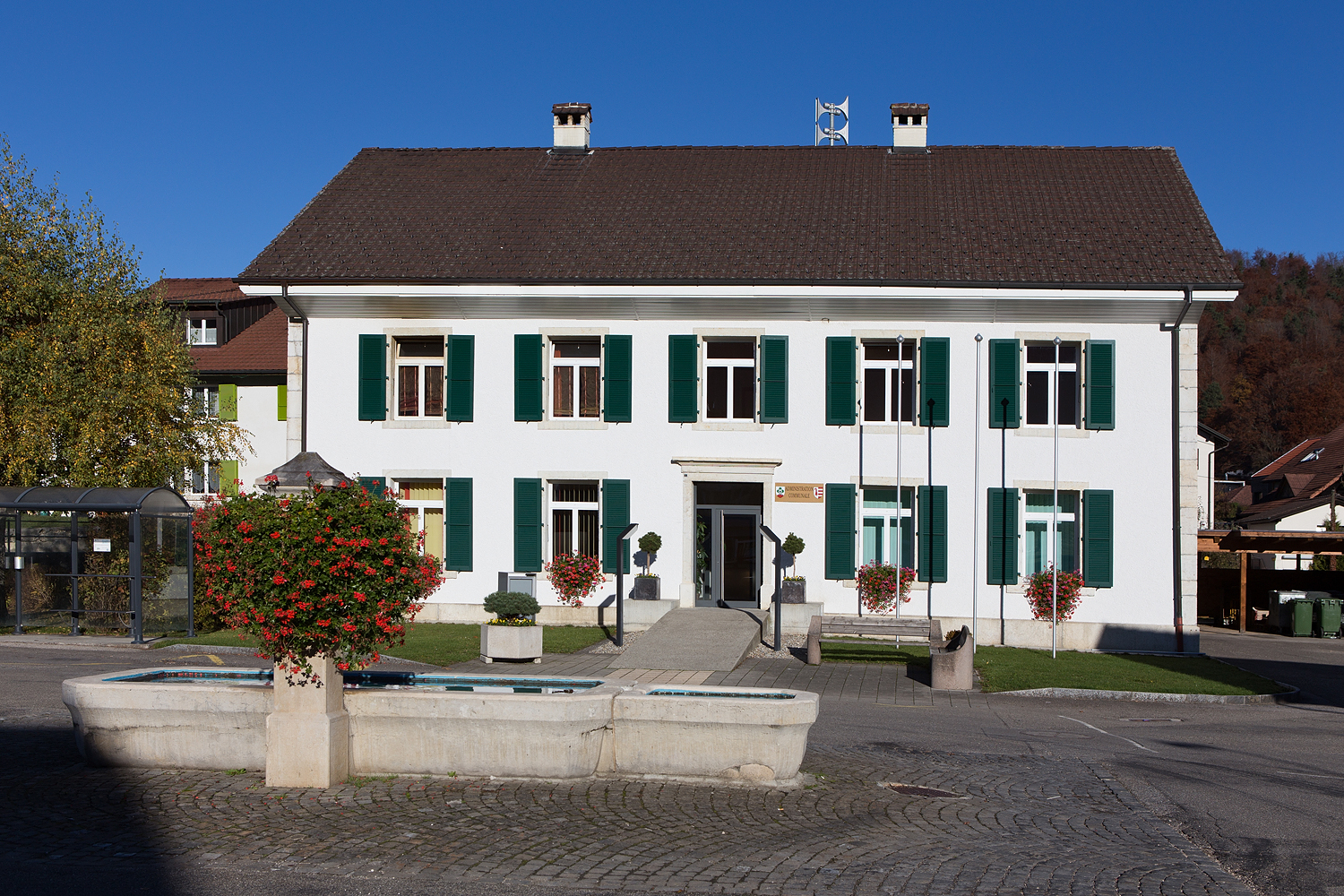
Gemeindehaus
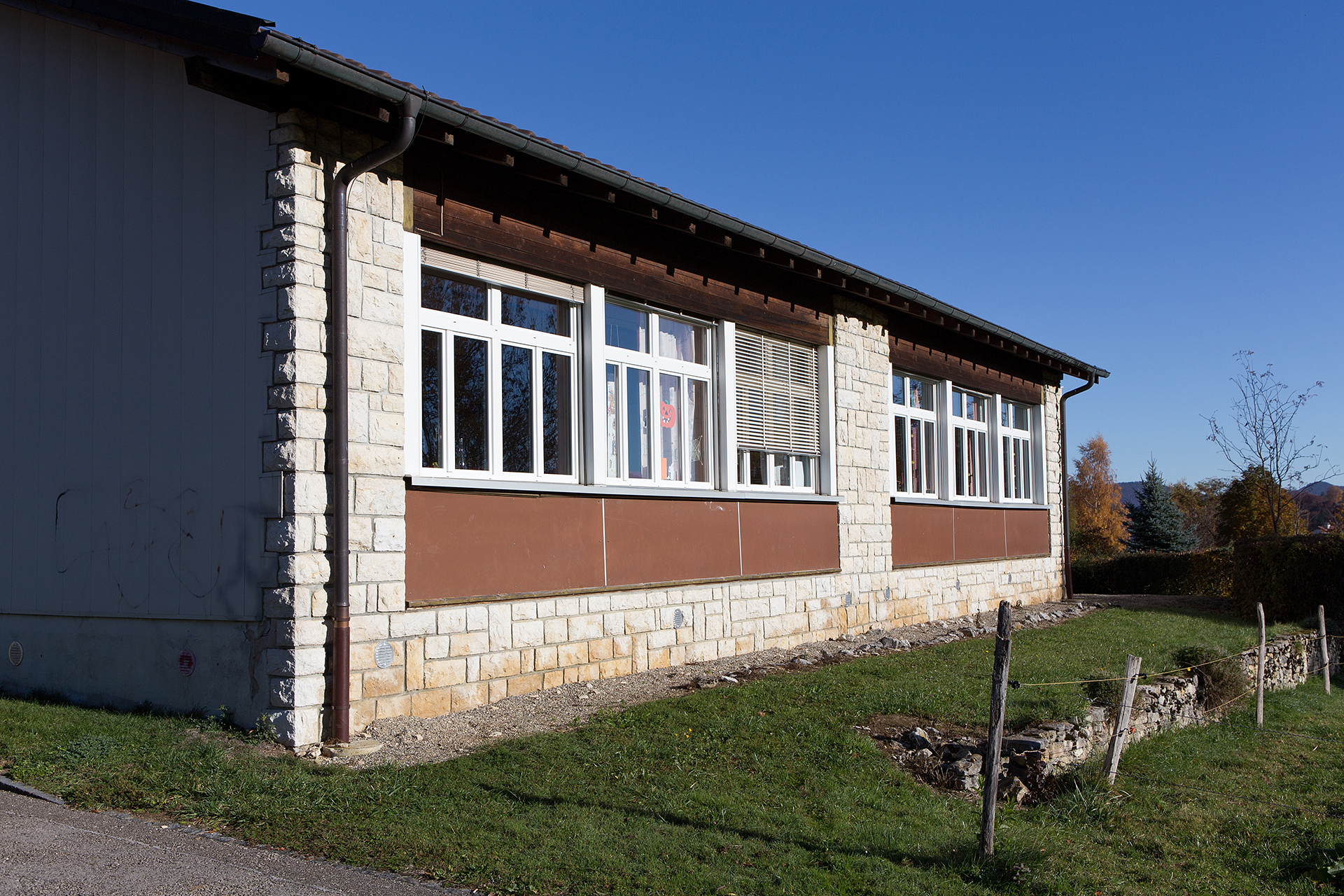
Schulhaus
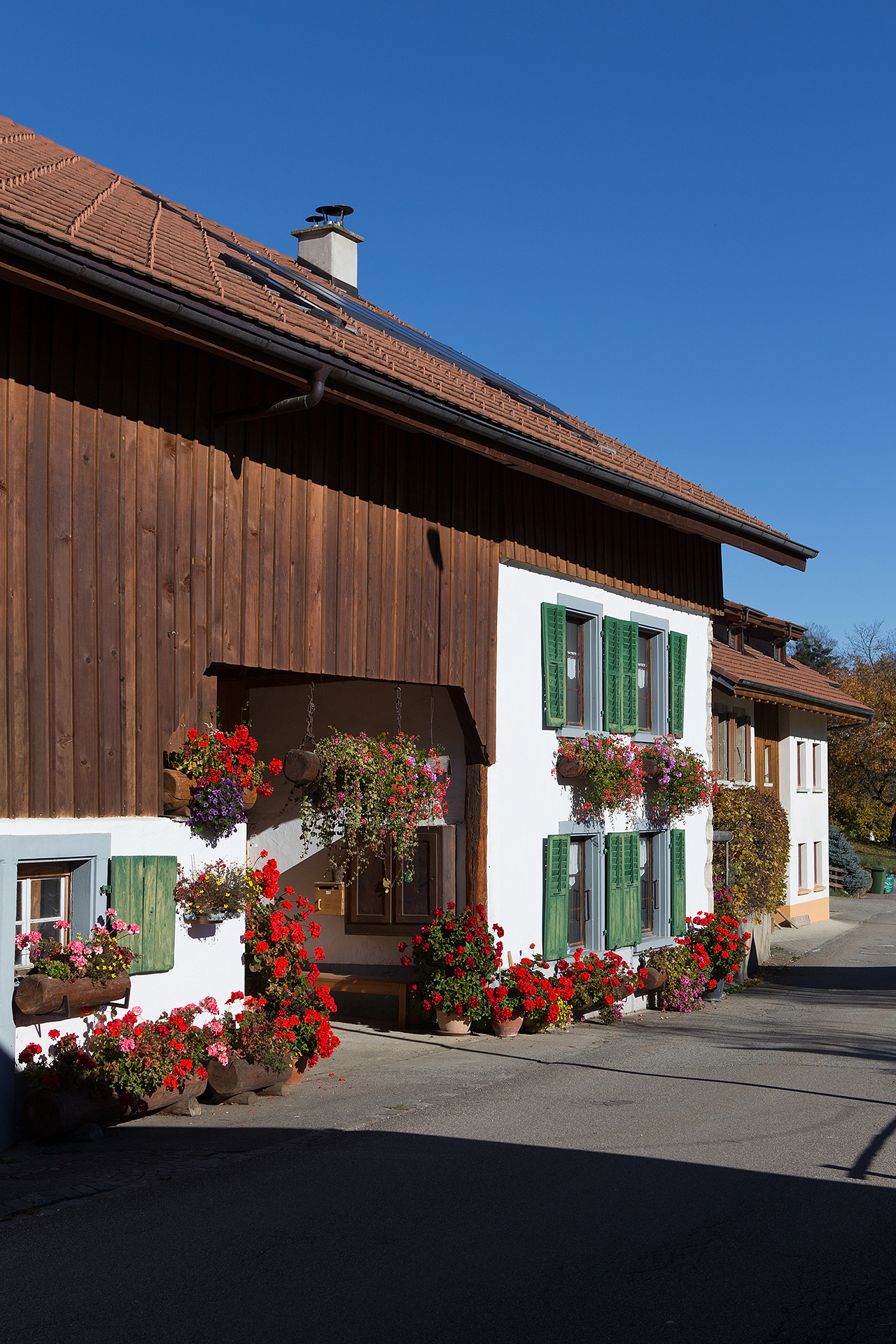
Ortstypisches Bauernhaus